# Fresenburg (Burg)
Die Fresenburg ist eine abgegangene hochmittelalterliche Turmhügelburg (Motte) der Grafschaft Ravensberg in der Gemeinde Fresenburg der Samtgemeinde Lathen im niedersächsischen Landkreis Emsland.

## Geschichte
Die Ursprünge der Fresenburg liegen in Dunkeln. Angenommen wird, dass sie von den Grafen von Ravensberg gegründet wurde, die seit etwa 1120 im Gebiet des späteren Niederstifts Münster herrschten. Möglicherweise war auch das im Emsland reich begüterte Kloster Corvey beteiligt, da es das Kirchenpatronat über die Burgkapelle besaß. Erstmals erwähnt wird die Burg im Erbteilungsvertrag von 1226 zwischen den Brüdern Otto und Ludwig von Ravensberg, in dem Otto die Fresenburg zugesprochen bekam. Den Ravensbergern diente die Burg als Grenzburg gegen die Friesen und die Grafschaft Tecklenburg und zur Erhebung des Zolles auf der Ems. Die Fresenburg war 1252 auch Gegenstand des Verkaufs der ravensbergischen Güter durch die Gräfin Jutta an das Bistum Münster. Die Fresenburg wurde damit bischöfliche Landesburg und später mehrfach verpfändet. Nach der Errichtung der Burg Nienhaus bei Aschendorf (Papenburg) um 1340 und der Paulsburg in Meppen 1374 verlor die Fresenburg an Bedeutung. 1364 werden noch vier Fresenburger Burgmannen aufgeführt. 1426 wird Engelbert von Langen mit einer Stätte auf der Fresenburg belehnt, die eigentliche Burg war somit damals schon abgegangen. Dies geht auch aus einer Urkunde von 1422 hervor, in der die Verlegung der Burgkapelle in das Dorf Fresenburg genehmigt wird.

## Beschreibung
Nach einer nur oberflächlich publizierten Ausgrabung von 1962 stand innerhalb eines ovalen Doppelgrabens ursprünglich eine Motte. Das erste Gebäude an diesem Ort war wahrscheinlich aus Fachwerk errichtet worden, es muss um 1200 niedergebrannt sein. Es stand auf einem Fundament aus Findlingen und Blöcken aus Raseneisenstein. Über der Brandschicht lagen, durch eine Sandschicht getrennt, Ziegelbrocken und Reste von Feuerstellen, die von einer Nutzung des Hügels nach der Zerstörung der Burg zeugen.